# プリンツ・オイゲン (戦艦)
|          | |
| 艦歴     | |
| 発注     | |
| 起工     | 1912年1月16日                                                                                             |
| 進水     | 1912年11月30日                                                                                            |
| 就役     | 1914年7月8日                                                                                              |
| 退役     | |
| その後   | フランスに賠償艦として引き渡された後、標的艦として使われる。                                              |
| 除籍     | 1918年 |
| 性能諸元 | |
| 排水量   | 20,000トン                                                                                                |
| 全長     | 152 m (498 ft 8 in)                                                                                       |
| 全幅     | 27.9 m (91 ft 6 in)                                                                                       |
| 吃水     | 8.7 m (28 ft 7 in)                                                                                        |
| 機関     | ヤーロー式石炭・重油混焼缶12基＋パーソンズ式直結タービン2基4軸推進、27,000hp                              |
| 最大速   | 20.4ノット(23.5 mph; 37.8 km/h)                                                                           |
| 航続距離 | 10ノットで4,200海里 (7,800 km)                                                                            |
| 乗員     | 士官32名、下士官16名、兵員993名                                                                           |
| 兵装     | 30.5cm（45口径）三連装砲4基、15cm（50口径）単装砲12基、6.6cm（50口径）単装砲18基、53.3cm水中魚雷発射管4基 |

プリンツ・オイゲン (SMS Prinz Eugen) はオーストリア＝ハンガリー帝国海軍の戦艦。テゲトフ級戦艦の3番艦。艦名は18世紀にオーストリア軍の将軍として活躍したサヴォイア・カリニャーノ公子オイゲン・フランツ（プリンツ・オイゲン）にちなむ。

## 艦歴
プリンツ・オイゲンは1912年1月16日にトリエステ（当時はオーストリア＝ハンガリー帝国領）のスタビリメント・テクニコ・トリエスティーノで起工した。1912年11月30日に進水し、1914年7月8日に就役する。 1915年5月にオーストリア=ハンガリー帝国がイタリアに宣戦布告された後、アンコーナ砲撃で初めて戦闘に参加した。
戦後はフランスに賠償艦として引き渡された。1922年6月28日標的艦として使われ、フランス海軍の戦艦パリ、ジャン・バール、フランスによってトゥーロン沖で沈められた。